# Войцех Стажеховський (воєвода)
Войцех (Альберт) Стажеховскі з Білобок гербу Нечуя (українізоване Стажеховський; близько 1470 — до 25 жовтня 1556) — польський шляхтич, військовий та державний діяч Королівства Польського.

## Життєпис
Народився десь близько 1470 року. Батько — Войцех.
Кілька його братів (зокрема, мав Бартоломея, Марціна) загинули у битві під Сокалем з татарами. Мав посади белзького каштеляна, підвоєводи (1549 року), барського, дрогобицького старости, сприяв розбудові Барського замку. Згаданий також як кам'янецький каштелян; очевидно, отримав «експектативу» на посаду за сприяння королеви Бони. Королева Бона Сфорца дуже цінувала, шанувала його. Воював під командуванням гетьмана Яна Амора Тарновського під Стародубом. 1544 року перевіряв роботи з Кам'янець-Подільському замку перевіряв роботи, які виконав військовий інженер та архітектор Йокуб Претфус. У 1554-1556 роках був белзьким воєводою.
У 1546 році від Паньовських викупив Жидачів та кілька сіл.
Дружина — з Турських гербу Яніна (пом. 1520). Діти:
- Ян — подільський воєвода у 1562—1567 роках, був одружений з Бидловською гербу Топач (також його сином Войцеха вважали Бартош Папроцький, Мартин Бєльський)
- Войцех (пом. 1540) — львівський підкоморій
- Саломон
- Миколай (пом. 1549).

Шимон Старовольський вказував на існування його надгробку, де вказувалося, що Ян Стажеховський — подільський воєвода — брат В. (А.) Стажеховського.